# 글리제 783
글리제 783은 궁수자리에 있는 쌍성으로 지구에서 19.87 광년 떨어진 곳에 있다. 겉보기 등급은 +5.32이다. 글리제 783은 초당 14킬로미터의 속도로 태양계를 향해 접근하고 있다. 이 속도라면 4만 년 후 글리제 783은 태양계에 6.7 광년까지 접근할 것이며, 지금보다 열 배 더 밝게 보일 것이다. 글리제 783 A와 B는 천구상에서 7.1초 떨어져 있으며, 거리를 고려할 경우 둘은 43 천문단위 떨어져 있음을 알 수 있다.